# Falsomesosella albofasciata
Falsomesosella albofasciata là một loài bọ cánh cứng trong họ Cerambycidae.